# Série 1930 da CP
A Série 1930 é um tipo de locomotiva de tracção diesel-eléctrica, ao serviço da operadora Comboios de Portugal. Foram fabricadas 17 unidades, tendo 4 sido vendidas para a Argentina e 3 à Medway (ex-CP Carga), e as restantes 10 foram encostadas, estando 4 no Barreiro e 6 no Entroncamento. Atualmente, nenhuma locomotiva desta série se encontra ao serviço.[carece de fontes?]

## Caracterização
|  | - Partes Mecânicas (fabricante): Sorefame - Ano de Entrada ao Serviço: 1981 - Nº de Unidades Construídas: 17 (1931-1947) - Velocidade Máxima: 120 km/h - Tipo de transmissão (fabricante): Eléctrica |

### Lista de material
| :  | qt. | estado                   |
| -- | --- | ------------------------ |
| ⏩︎ | 3   | vendidas, em Portugal    |
| ⏭︎  | 4   | vendidas, no estrangeiro |
| ⛛︎  | 10  | abatidas                 |
| 17 | 17  | (total)                  |

| №    | :  | a           | observações                                                                                    |
| ---- | -- | ----------- | ---------------------------------------------------------------------------------------------- |
| 1931 | ⏭︎  | [ quando? ] | Ferrobaires (Bahía Blanca, em desuso)                                                          |
| 1932 | ⛛︎  | [ quando? ] | Entroncamento                                                                                  |
| 1933 | ⏭︎  | [ quando? ] | Ferrocentral (Argentina)                                                                       |
| 1934 | ⏭︎  | [ quando? ] | Ferrobaires (Bahía Blanca, em desuso)                                                          |
| 1935 | ⛛︎  | [ quando? ] | Barreiro; nomeada Cidade do Barreiro                                                           |
| 1936 | ⏭︎  | [ quando? ] | Ferrocentral (Córdoba, em desuso)                                                              |
| 1937 | ⛛︎  | [ quando? ] | Barreiro; avaria                                                                               |
| 1938 | ⛛︎  | [ quando? ] | Barreiro; avaria, incêndio                                                                     |
| 1939 | ⛛︎  | [ quando? ] | Barreiro                                                                                       |
| 1940 | ⛛︎  | [ quando? ] | Entroncamento                                                                                  |
| 1941 | ⛛︎  | [ quando? ] | Entroncamento. Venda para a Argentina planeada, mas não concretizada. Revisão geral concluída. |
| 1942 | ⏩︎ | [ quando? ] | Medway                                                                                         |
| 1943 | ⏩︎ | [ quando? ] | Medway                                                                                         |
| 1944 | ⛛︎  | [ quando? ] | Entroncamento                                                                                  |
| 1945 | ⏩︎ | [ quando? ] | Medway                                                                                         |
| 1946 | ⛛︎  | [ quando? ] | Entroncamento                                                                                  |
| 1947 | ⛛︎  | [ quando? ] | Entroncamento                                                                                  |